# Comunicación intrapersonal

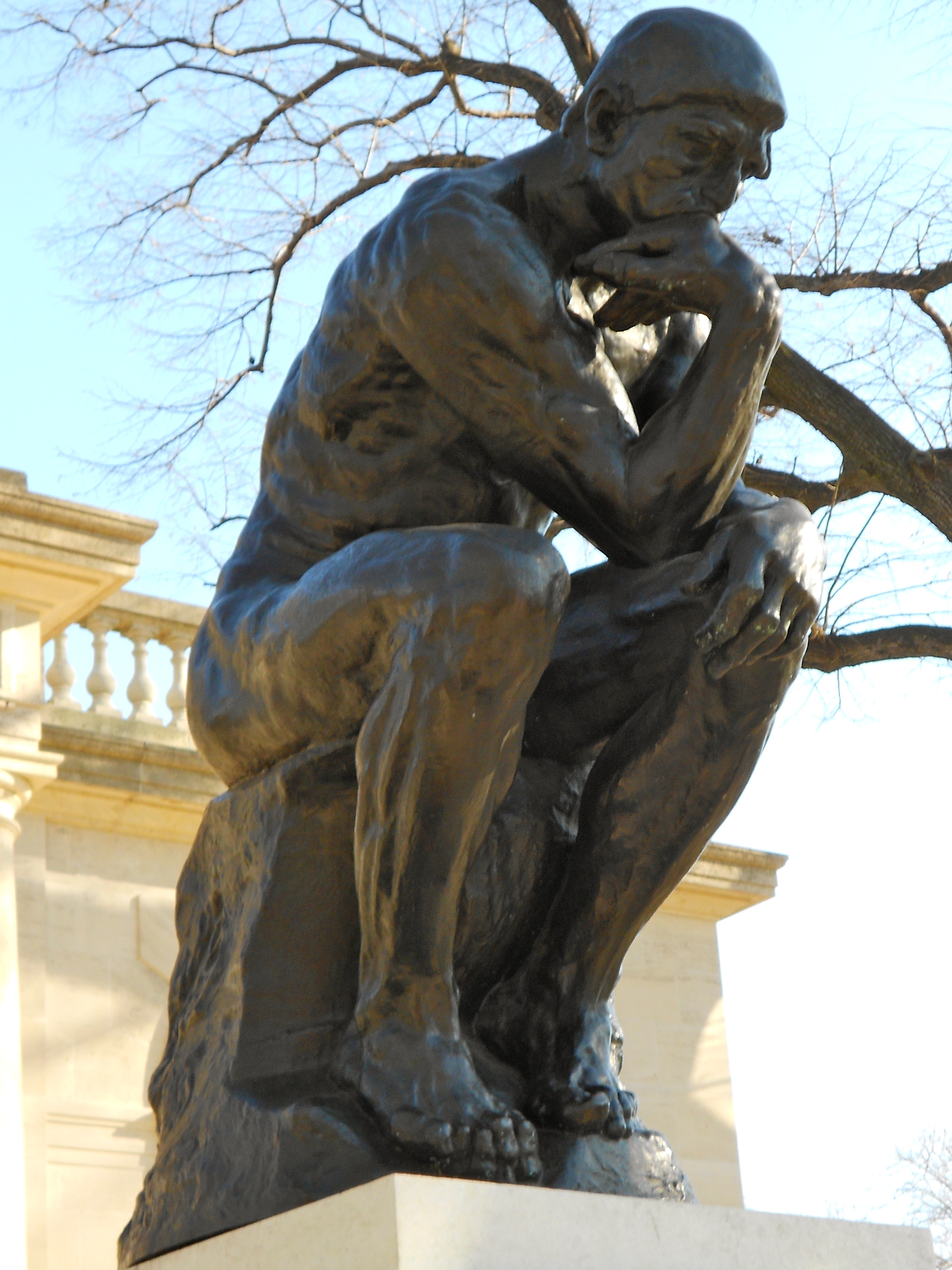
Pensar intensamente es una forma de comunicación intrapersonal, plasmada en la escultura de Rodin El pensador.

La comunicación intrapersonal, autocomunicación, discurso interior o diálogo interno es la comunicacion con uno mismo entendiendo sus emociones y sensaciones. Por ejemplo, pensar «lo haré mejor la próxima vez» después de haber cometido un error o imaginar una conversación con el jefe antes de pedirle permiso para salir temprano del trabajo. Suele entenderse como un intercambio de mensajes en el que el emisor y el receptor es la misma persona. Algunos teóricos utilizan una definición más amplia que va más allá de los relatos basados en mensajes y se centra en el papel del significado y de dar sentido a las cosas.
La comunicación intrapersonal puede ocurrir cuando la persona se encuentra sola, o en situaciones sociales. Puede darse simultáneamente con la comunicación interpersonal. Por ejemplo, la persona recibe una pregunta de otro individuo, evalúa dentro de su mente las posibles respuestas y escoge la que le parece más adecuada. Puede empezar internamente u ocurrir como respuesta a estímulos del entorno. Todas las personas en plenitud de facultades realizan más o menos comunicación intrapersonal. La mayoría, en silencio, dentro de su mente. Algunas, en voz alta, hablando para sí mismas. Esto se denomina soliloquio o monólogo. Es normal, no patológico y un recurso literario habitual, porque permite al público o al lector saber lo que piensa el personaje. Sin embargo existen trastornos psicóticos, como la esquizofrenia, cuyos síntomas incluyen el hablar solo, pero de una forma especialː la persona "oye" voces (dentro de su cabeza) y entonces les contesta en voz alta. Se trata de un fenómeno patológico distinto de la comunicación intrapersonal.

## Definición y características esenciales
La comunicación intrapersonal es la comunicación con uno mismo. Tiene lugar dentro de una persona. Larry Barker y Gordon Wiseman lo definen como «la creación, operación y evaluación de procesos simbólicos que operan principalmente dentro de uno mismo». Sus formas más típicas son el soliloquio (una voz) y el diálogo interior (más de una). Dentro de la comunicación intrapersonal también se incluyen comúnmente otras experiencias internas, como la imaginación, la visualización de imágenes en la mente y la memoria. La comunicación intrapersonal es examinada por la disciplina conocida como estudios de comunicación.
Algunos teóricos, como James Watson y Anne Hill, restringen la comunicación intrapersonal a las experiencias internas o «lo que sucede dentro de nuestras cabezas», como hablar con uno mismo dentro de la mente. Pero en un sentido más amplio, también incluye formas externas de comunicación con uno mismo, como hablar consigo mismo en voz alta (pensar en voz alta) o escribir un diario o una lista de compras. En este sentido, solo importa que emisor y receptor sean la misma persona, no si en el proceso se utilizó un medio externo.
Piotr K. Oleś et al. presentan una concepción ligeramente diferente. Rechazan la idea de que emisor y receptor tengan que ser la misma persona. Esto se basa en la idea de que uno puede tener diálogos imaginarios con otras personas, como un amigo, un maestro, un pariente perdido o una celebridad. Sostienen, en cambio, que el sello distintivo de la comunicación intrapersonal es que solo ocurre en la mente de una persona.
Algunos estudiosos ven el proceso de búsqueda e interpretación de información como un aspecto central de la comunicación intrapersonal. Esto se aplica específicamente a los monólogos internos y a las reflexiones sobre uno mismo, otras personas y el entorno. Frank J. Macke y Dean Barnlund afirman que el intercambio mecánico de mensajes no es suficiente para que haya comunicación intrapersonal. Creen que tiene que más que ver con el significado de las cosas y los intentos por darles sentido. Con este enfoque, la comunicación intrapersonal se puede distinguir de la comunicación intraorganismo, que tiene lugar a un nivel más bajo cuando unos órganos o células segregan sustancias químicas que provocan cambios en otros órganos o células. Por ejemplo, la glándula pineal segrega melatonina, que induce a dormir.
La comunicación intrapersonal no necesita estar separada de las influencias externas y a menudo ocurre como una reacción a ellas. Por ejemplo, escuchar una pieza musical familiar puede despertar recuerdos que conduzcan a un diálogo interior entre el yo "actual" de la persona y un constructo de su yo pasado.
Algunos teóricos, como Mary J. Farley, sostienen que la comunicación intrapersonal es una parte esencial de toda comunicación y, por tanto, siempre acompaña a la comunicación interpersonal.
En el contexto de las organizaciones, el término "autocomunicación" se utiliza a veces como sinónimo de "comunicación intrapersonal". Se emplea para describir las situaciones en que una persona se comunica consigo misma durante el trabajo. Esta comunicación puede ser sincrónica (el mensaje es recibido a la vez que es emitido) o asincrónica (el mensaje es emitido, almacenado en un medio externo y recibido un tiempo después). La autocomunicación sincrónica se puede utilizar para tranquilizarse mentalmente o redactar una carta. La asincrónica puede tomar la forma de recordatorios o diarios.Este término también se utiliza en ocasiones en semiótica.

## Tipos
En la literatura académica se distinguen varios tipos. El término se utiliza a menudo en un sentido muy amplio e incluye muchos fenómenos. Un contraste central se basa en si el intercambio ocurre de manera enteramente interna o interviene algún medio externo. El tipo interno es la forma más tratada. Algunos investigadores ven esta como la única forma de comunicación intrapersonal. Se desarrolla en la mente, sin expresar externamente el mensaje. Incluye procesos mentales como pensar, meditar y reflexionar. Sin embargo, también existen formas externas de comunicación intrapersonal, como hablar conscientemente en voz alta con uno mismo sin intención de que nadie más lo escuche. Otros ejemplos son tomar notas, escribir un diario, preparar una lista de compras, rezar o recitar un poema.
La comunicación intrapersonal externa también se caracteriza por el hecho de que el emisor y el receptor son la misma persona. La diferencia es que se utiliza un medio externo para expresar el mensaje.
Otra distinción se centra en el papel del lenguaje. Para la comunicación verbal (esto no quiere decir que la persona hable, sino que su mente utiliza palabras) intrapersonal, los mensajes se formulan utilizando un lenguaje, en contraste con las formas no verbales que a veces se utilizan en la imaginación y la memoria. La mayoría de los debates en la literatura académica se refieren a la comunicación verbal intrapersonal, como el soliloquio y el diálogo interior. Su característica diferenciadora es que los mensajes se expresan mediante un sistema de codificación simbólica en forma de lenguaje. Contrastan con formas no verbales, como algunas formas de imaginación, visualización o memoria. Se pueden utilizar formas no verbales de comunicación intrapersonal para, por ejemplo, explorar cómo sonaría una pieza musical o cómo continuar un cuadro.
Otra característica es el número de "voces" que se pueden identificar. En el caso del diálogo interior es posible distinguir 2 o más posiciones. Suele ocurrir en forma de diferentes "voces" que se turnan para defender su postura. Estableciendo una analogía con la comunicación interpersonal, se puede decir que el diálogo interior es la comunicación entre 2 o más "sujetos" imaginarios dentro de la mente de la misma persona. Uno de estos sujetos suele ser la propia persona, y el otro, un individuo al que esa persona conoce y cuyas reacciones "verbales" imagina. Por ejemplo, cuando una persona se enfrenta a una decisión difícil, una parte de su mente puede argumentar a favor de una opción mientras que otra parte defiende una opción diferente.
En cambio, durante el también llamado soliloquio —pero este no necesariamente implica que la persona pronuncie palabras en voz alta—, monólogo interior o monólogo interno, no hay división entre diferentes posiciones. Es un discurso dirigido a uno mismo, como cuando se comenta la propia actuación o se dice a uno mismo «inténtalo de nuevo». Existe el discurso privado, pero parece ser un soliloquio sin ninguna característica diferenciadora, eso sí, circunscrito a niños. El soliloquio puede ser positivo o negativo, dependiendo de cómo la persona se autoevalúe. Por ejemplo, después de haber suspendido un examen, un estudiante puede entablar un soliloquio negativo tipo «qué idiota soy» o positivo como «bueno, la próxima vez me saldrá mejor». El soliloquio negativo prolongado puede derivar en rumiación.
Pueden establecerse muchas diferencias entre el soliloquio y el diálogo interior. El diálogo interior suele ser más complejo. Se puede utilizar para simular situaciones sociales y examinar un tema desde diferentes ángulos. Frecuentemente su objetivo es explorar las diferencias entre distintos puntos de vista, dar sentido a posiciones extrañas e integrar diferentes perspectivas. También desempeña un papel central en la construcción de la identidad y en la autoorganización.
Al soliloquio, en cambio, se le atribuyen otros usos, como la autorregulación, el autodistanciamiento, la motivación, la autoevaluación y la reflexión. Ocurre a menudo como anticipación de ciertas situaciones o reacción ante ellas. Puede ayudar a la persona a preparar una respuesta adecuada. También puede utilizarse para regular las emociones y prepararse para experiencias desagradables.
El soliloquio y el diálogo interior son fenómenos distintos, pero uno puede convertirse rápidamente en el otro. Por ejemplo, una comunicación intrapersonal puede comenzar como un soliloquio y luego evolucionar hacia un diálogo interior a medida que se consideran más posiciones.

## Fenómenos asociados
La comunicación intrapersonal se ha vinculado a numerosos fenómenosː
- la planificación
- la resolución de problemas[26][14][10]
- la resolución de conflictos internos
- los juicios sobre uno mismo y otras personas[6][35]
- la percepción
- la comprensión
- la conceptualización e interpretación de señales ambientales
- el procesamiento de datos
- la extracción de inferencias
- el pensamiento
- la autopersuasión
- la memoria
- la introspección
- los sueños
- la imaginación
- el sentimiento[36][37]

## Importancia
Debido a todos los fenómenos asociados a la comunicación intrapersonal, el teórico de la comunicación James P. Lantolf la considera una «herramienta excepcionalmente poderosa y omnipresente para el pensamiento». Señala 2 funciones como las más importantes: regular la propia actividad e internalizar normas culturales.
La función autorreguladora de la comunicación intrapersonal se entiende a veces en analogía con la comunicación interpersonal. Por ejemplo, los padres pueden influir en el comportamiento de sus hijos pronunciando frases como "espera, piensa". Una vez que el niño las ha aprendido, puede utilizarlas para controlar su comportamiento diciéndoselas internamente. De esta manera, las personas aprenden a modificar, aceptar o rechazar planes de acción.
Según Larry Ehrlich, la comunicación intrapersonal tiene 3 funciones principales. Una es supervisar el entorno y garantizar que sea seguro. En este sentido, el diálogo interior se utiliza para analizar las percepciones y planificar respuestas en caso de que se detecten amenazas directas o indirectas. Una función estrechamente relacionada es la de generar armonía entre el mundo interior y el exterior, dando sentido a uno mismo y a su entorno. Una tercera función es de naturaleza más existencial y tiene como objetivo abordar la soledad.Muchos teóricos también establecen una estrecha conexión con los procesos de búsqueda e interpretación de información.
La comunicación intrapersonal puede ser necesaria para que funcionen muchos procesos mentales superiores. Desempeña un papel vital en funciones mentales como la formación y el control de los pensamientos, la regulación del comportamiento, el razonamiento, la resolución de problemas y la planificación, así como la memorización. A menudo acompaña diversas tareas comunicativas, como escuchar, hablar, leer y escribir, por ejemplo, para comprender una expresión o formular una nueva. Aplicaciones más específicas son calmarse en situaciones estresantes e internalizar nuevos conocimientos al aprender una segunda lengua. Esto sucede cuando la persona se repite a sí misma vocabulario nuevo para recordarlo.La comunicación intrapersonal también se puede aplicar a múltiples tareas creativas, como composiciones musicales, pinturas o movimientos dancísticos.
Stanley B. Cunningham enumera un total de 17 funciones o características comúnmente atribuidas a la comunicación intrapersonal. Incluyen hablar con uno mismo, el diálogo entre diferentes partes del yo y la percepción, así como la interpretación de señales ambientales y la atribución de significados a las mismas. Otras funciones son la resolución de problemas, la toma de decisiones, la introspección, la reflexión, los sueños y la autopersuasión.
El objetivo de algunas formas externas de comunicación intrapersonal, como tomar apuntes en la escuela o escribir la lista de la compra, es ayudar a la memoria. En algunos casos, también pueden ayudar a descomponer un problema complejo en una serie de pasos más pequeños, como cuando se resuelve una ecuación matemática línea por línea.
La importancia de la comunicación intrapersonal se refleja en cómo afecta a otros fenómenos. Por ejemplo, se ha argumentado que las personas que mantienen un soliloquio positivo suelen ser mejores para resolver problemas y comunicarse con los demás, incluidas las habilidades de escucha. La comunicación intrapersonal negativa, por otro lado, está vinculada a inseguridades y baja autoestima y puede conducir a interacciones negativas con los demás.
Por ejemplo, las personas que sufren el síndrome del impostor se ven continuamente afectadas por la duda y la ansiedad. Su comunicación intrapersonal negativa tiende a girar en torno a temores de que sus habilidades sean inadecuadas y de que la gente llegue a saberlo. En este sentido, la comunicación intrapersonal afecta la visión que una persona tiene de sí misma, sus emociones y si se considera capaz o incompetente. Puede ayudar a desarrollar y mantener la confianza en uno mismo, pero también puede crear mecanismos de defensa. Además, desempeña un papel central en el autodescubrimiento y el autoengaño.

### En la literatura
La comunicación intrapersonal también es relevante en la literatura. De particular interés para la crítica literaria es el denominado "flujo de conciencia". Como fenómeno mental, el escritor "refleja" (en realidad se lo inventa) el flujo continuo de estados momentáneos de conciencia que vive el personaje del libro. Este flujo incluye experiencias como percepciones sensoriales, pensamientos, sentimientos y recuerdos.
El flujo de conciencia suele considerarse una forma de comunicación intrapersonal y el término se utiliza a veces como sinónimo de monólogo interior. En crítica literaria, el término se refiere a una técnica narrativa o un estilo de escritura utilizado para expresar este flujo de experiencias. Esto suele ocurrir al presentar los pensamientos de un personaje directamente sin ningún resumen o explicación por parte del narrador. Su objetivo es dar al lector una impresión muy inmediata de cómo es la experiencia de un personaje. A menudo se presenta sin puntuación y sin articulación, violando las reglas de la gramática y la lógica. Ejemplos que se discuten a menudo se encuentran en La peregrinación de Dorothy Richardson, Ulises de James Joyce y La señora Dalloway de Virginia Woolf. Fenómenos estrechamente relacionados son la escritura introspectiva y la escritura del discurso interior. Generalmente se entienden como formas de habla interna externalizada en las que la persona escribe partes de su diálogo interior.

## Relación con la salud mental
La forma en que se lleva a cabo la comunicación intrapersonal puede ser responsable tanto de la salud mental como de la enfermedad mental. Esto se refiere específicamente al soliloquio positivo y negativo, así como a su relación con el autoconcepto.

### Soliloquio positivo y negativo
El soliloquio es un tipo de comunicación intrapersonal en el que solo interviene una voz. Puede ser positivo o negativo según la actitud evaluativa que exprese. En el segundo caso la voz interior se centra en los aspectos negativos de la persona, a menudo de una forma excesivamente críticaː «Nunca voy a conseguir esto» o «Esto siempre se me ha dado mal». El soliloquio negativo puede desarrollarse ya durante la infancia a partir de los comentarios de los demás, especialmente de los padres.
Para algunas personas, el soliloquio negativo no ocurre ocasionalmente, sino con mucha frecuencia. En tales casos, puede tener efectos nocivos para la salud mental. Quizá afecte al bienestar emocional al evocar un estado de ánimo negativo. Esto puede provocar estrés, ansiedad y depresión. También tiene la posibilidad de incidir negativamente en la confianza de una persona en diversas áreas, por ejemplo, en lo que respecta a su imagen corporal.
Por otro lado, el soliloquio positivo implica verse a uno mismo bajo una luz favorable. Está vinculado a beneficios para la salud mental, como mayores autoestima y bienestar, así como la reducción de los efectos de la depresión y los trastornos de la personalidad. Se asocia con niveles más bajos de estrés y un menor riesgo de autolesión y suicidio.
Los efectos de los soliloquios positivo y negativo se tratan a menudo en la psicología del deporte. Una idea común a este respecto es que el positivo mejora el rendimiento mientras que el negativo lo perjudica. Hay cierta evidencia empírica que apoya esta posición, pero aún no ha sido investigada a fondo.
Al igual que otras formas de comunicación, la comunicación intrapersonal se puede entrenar y mejorar para que sea más eficaz (ver Habilidades de comunicación). Esto sucede a menudo con el objetivo de reducir el soliloquio negativo y fomentar el positivo. Un primer paso suele ser tomar conciencia de los patrones negativos y reconocer su existencia. El paso siguiente puede consistir en cuestionar las evaluaciones negativas, ya que a menudo son exageradas. La persona también puede intentar detenerlas y reemplazarlas con pensamientos más positivos. Por ejemplo, cuando la persona se da cuenta de un proceso de pensamiento negativo, puede intentar inhibirlo y dirigir su atención hacia ideas más favorables.
Un enfoque similar se utiliza en la terapia cognitivo-conductual. Una idea central de esta terapia es que el soliloquio negativo se debe a un conjunto de creencias fundamentales negativas, como «no soy digno de ser amado», «no valgo nada» o «no estoy hecho para este mundo». Un método terapéutico clave para mejorar la comunicación intrapersonal es tomar conciencia de estas creencias y cuestionarlas. Otro enfoque se centra en la práctica de la atención plena. Al aumentar la autoconsciencia, puede mejorar la autoestima y la comunicación intrapersonal. La atención plena consiste en dirigir la atención a las experiencias del presente sin evaluarlas.Abstenerse de emitir juicios de valor puede ayudar a evitar evaluaciones excesivamente críticas y, en cambio, fomentar una actitud de aceptación.

## Ejemplos de tipos específicos de soliloquio y sus efectos
Diferentes tipos de soliloquio pueden tener diferentes efectos sobre la persona. Un tipo es el soliloquio de afrontamiento. Su propósito es ayudar a la persona a afrontar una situación difícil, como la ansiedad. Consiste en resaltar las fortalezas y habilidades de la persona sin que esto implique la perfección. Esto puede ayudar a la persona a calmarse, centrarse en sus objetivos y perseguirlos de forma realista. Otro tipo relevante es el soliloquio instructivo, que se centra en los componentes de una tarea («Ahora añado la sal») y puede mejorar el desempeño en tareas físicas que se están aprendiendo. Sin embargo puede rebajar el desempeño en personas que ya son hábiles en la tarea de la que se trate.
Algunas formas de soliloquio se dirigen al yo empleando la primera persona, con pronombres personales («Yo puedo») o sin ellos («Soy capaz»), dependiendo del idioma y la frase. Otras formas utilizan la segunda persona use second-person pronouns («Lo vas a conseguir»). De manera general los individuos emplean la segunda persona cuando hay una necesidad de autorregulación o un imperativo para superar dificultades. El uso de la primera persona es más frecuente cuando el individuo se habla a sí mismo sobre sus sentimientos. Un estudio de Sanda Dolcos and Dolores Albarracín indicó en 2014 que usar la segunda persona para proporcionar autosugestión resulta más eficaz.

## Autoconcepto y autoestima
El autoconcepto de una persona es lo que piensa de sí misma, por ejemplo en relación con su apariencia, actitud, fortalezas y debilidades. Desempeña un papel clave en la comunicación intrapersonal. Verse a uno mismo como sincero, respetuoso y reflexio es un autoconcepto, mientras que verse como mezquino, abusivo y engañador es otro.
Los términos autoimagen y autoestima se usan a veces como sinónimos, pero algunos teóricos los distinguen. Según Carl Rogers, el autoconcepto tiene 3 partesː autoimagen, yo ideal y autovaloración. La autoimagen se compone de las características que una persona se atribuye. El yo ideal es lo que a la persona le gustaría ser, o a lo que aspira. La autovaloración es si se ve a sí misma como una buena persona o una mala.
Muchos teóricos utilizan el término "autoestima" en vez de "autovaloración". La autoestima —la evaluación subjetiva que la persona hace de sus características y habilidades— condiciona la comunicación intrapersonal. Al ser una evaluación subjetiva puede diferir de la realidad y a menudo se basa más en juicios emocionales que racionales. Por ejemplo, algunas personas realmente habilidosas sufren el síndrome del impostor, que las hace dudar de sus habilidades.
La autoestima es importante para la salud mental. Una baja autoestima se asocia a soledad, abuso de sustancias, embarazo adolescente, depresión y otros trastornos mentales. La autoestima también afecta a cómo una persona se comunica consigo misma y con otras.
El yo no es una entidad estática o innata, sino que cambia a lo largo de la vida. Las interacciones de la persona con otros individuos tienen efectos sobre la autoimagen de esa persona. Especialmente cuando juzgan a la persona y cuando se recibe realimentación positiva o negativa sobre una tarea importante. El discurso interno se asocia fuertemente con un sentido del yo. El desarrollo de este sentido en los niños se liga al desarrollo del lenguaje. Hay, sin embargo, casos de discurso interno que la persona, equivocadamente, considera externos. Por ejemplo, las alucinaciones auditivas, o que una voz crítica tiene un origen divino (locución interior). Como alucinación se denomina inserción de pensamientoː la persona está convencida de que esos pensamientos que experimenta los ha puesto alguien en su cabeza. Simon Jones y Charles Fernyhough aplican un enfoque análogo al explicar casos de alucinaciones auditivas verbales (la persona oye palabras o frases; en otros casos de alucinaciones auditivas oye música) como una forma de discurso interno. Según Jones y Fernyhough esta audición es una acción controlada por la persona. Pero en algunos casos patológicos no se reconoce como tal.

## Modelos

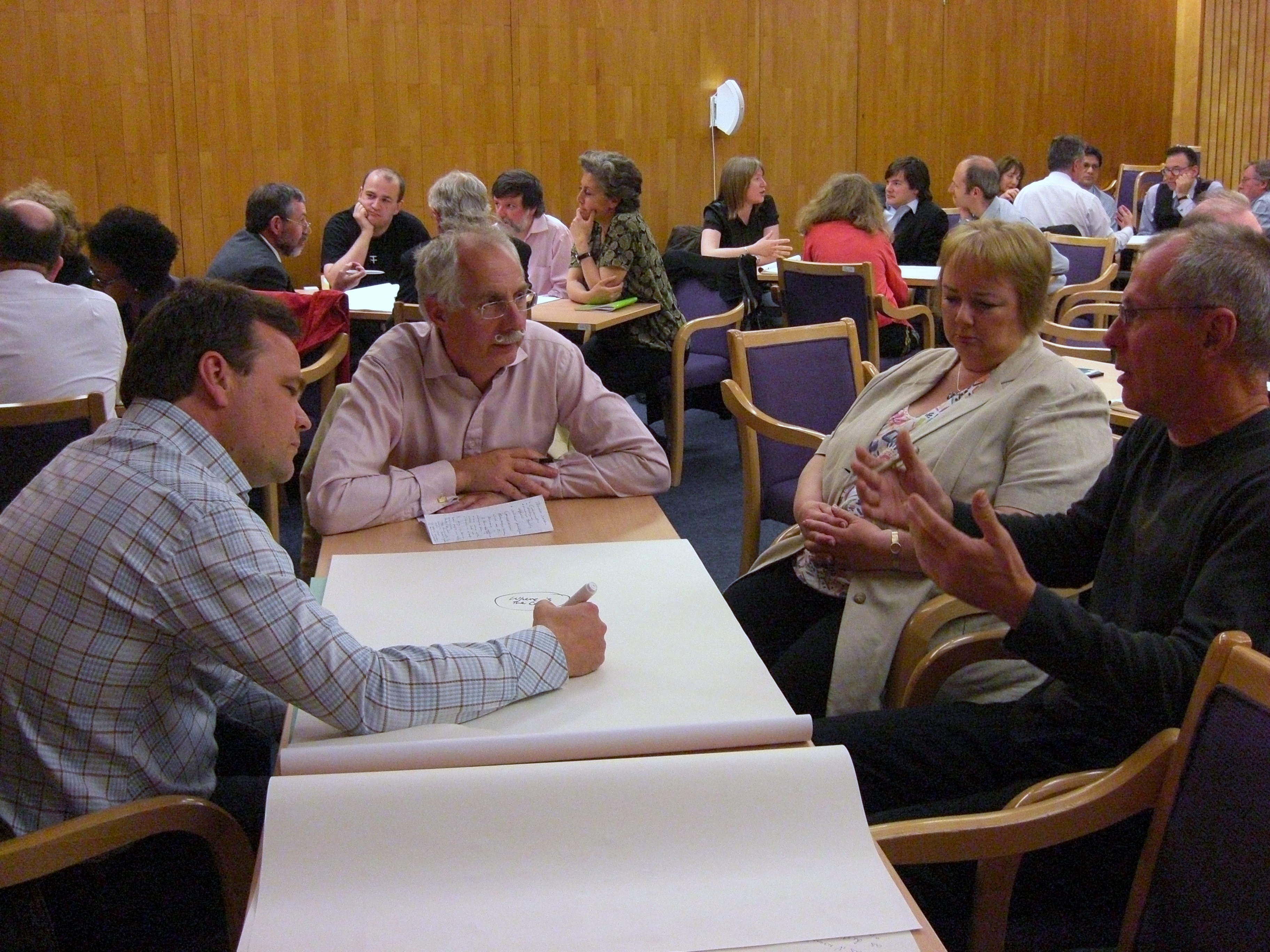
La comunicación intrapersonal contrasta con la comunicación interpersonal, en la que participan varias personas.

Los modelos de comunicación intrapersonal analizan qué componentes están involucrados y cómo interactúan. La mayoría de estos modelos intentan explicar la comunicación interpersonal, pero algunos están formulados específicamente teniendo en mente la comunicación intrapersonal. Muchos modelos sostienen que el proceso comienza con la percepción e interpretación de estímulos o señales internos y externos. Los pasos posteriores implican la codificación simbólica de un mensaje, que se convierte en un nuevo estímulo. Algunos modelos identifican al mismo yo como emisor y receptor. Otros ven el yo como una entidad compleja y entienden el proceso como un intercambio entre diferentes partes del yo o entre diferentes yoes que pertenecen a la misma persona.

Barker y Wiseman entienden la comunicación intrapersonal como un proceso complejo donde interactúan varios elementos.

Según el modelo propuesto por Barker y Wiseman en 1966, la comunicación intrapersonal comienza con la recepción de estímulos externos e internos portadores de información. Los estímulos externos provienen de los sentidos y normalmente proporcionan información sobre el entorno. Los estímulos internos incluyen una amplia gama de impresiones, tanto relativas al estado del cuerpo —por ejemplo el dolor— como también sentimientos.
En el modelo de Barker-Wiseman, un primer paso de la comunicación intrapersonal se centra en la clasificación de estos estímulos. En este proceso, muchos de los estímulos más débiles se filtran antes de llegar a la consciencia, aunque todavía pueden afectar la comunicación. Un proceso similar agrupa los estímulos restantes según su urgencia. Esto ocurre en paralelo con los intentos de atribuir un significado simbólico a los estímulos como una forma de decodificación.
La forma en que se desarrollan estos procesos está influida por factores como el origen social del comunicador y su entorno actual. Después del proceso de decodificación simbólica, la ideación ocurre en forma de pensamiento, organización de información, planificación y propuesta de mensajes. Como último paso, las ideas así concebidas se codifican en una forma simbólica y se expresan mediante palabras, gestos o movimientos. Este proceso puede ocurrir inmediatamente después de la ideación o con algún retraso. Se produce la generación y transmisión de más estímulos, ya sean puramente internos o también externos. Los estímulos generados funcionan como un circuito de retroalimentación que conduce de nuevo a su recepción e interpretación. En este sentido, la misma persona es a la vez emisora y receptora de los mensajes. La retroalimentación permite al comunicador captar y corregir los mensajes.

Modelo de comunicación intrapersonal de Barnlund. Las áreas verde, azul y gris simbolizan diferentes tipos de señales. Las flechas naranjas representan que la persona decodifica ciertas señales. La flecha amarilla es su respuesta conductual.

Otro modelo de comunicación fue propuesto por Dean Barnlund en 1970. Intenta explicar tanto la comunicación interpersonal como la intrapersonal. No identifica la comunicación con la transmisión de mensajes, sino con la producción de significado en respuesta a señales internas y externas. Para Barnlund, la comunicación intrapersonal es el caso más sencillo, ya que solo está involucrada una persona. Esta persona percibe señales internas, como pensamientos o sentimientos, señales externas que se originan en el entorno y señales conductuales de su propio comportamiento. Una parte de la comunicación es la decodificación e interpretación de estas señales para darles sentido y reducir la incertidumbre. Otra parte es la codificación de respuestas conductuales a las señales. Estos 2 procesos ocurren a la vez y se influyen mutuamente.
Sheila Steinberg sigue a Graeme Burton y Richard Dimbleby al entender la comunicación intrapersonal como un proceso que involucra 5 elementos:
1. Descodificaciónː dar sentido a los mensajes.
2. Integraciónː relaciona a través de procesos como la comparación y el contraste las piezas individuales de información extraídas por la decodificación.
3. Memoriaː almacena información recibida previamente. El concepto que la persona tiene de sí misma, y cómo la información recién recibida se relaciona con él, resulta especialmente relevante para la comunicación intrapersonal.
4. Conjuntos perceptivosː formas arraigadas de organizar y evaluar esta información, por ejemplo cómo se conciben los rasgos femeninos y masculinos
5. codificaciónː[99][100]es el último paso, en el que el significado procesado en los pasos anteriores se expresa nuevamente en forma simbólica como un mensaje enviado a uno mismo.[101]

Muchos teóricos de la comunicación intrapersonal se apoyan en el concepto del yo. Existen varias definiciones, pero muchos coinciden en que el yo es una entidad que es única para cada individuo, es decir, no compartida entre individuos. Algunos teóricos entienden la comunicación intrapersonal como una relación del yo consigo mismo. Otros ven al yo como una entidad compleja formada por diferentes partes y analizan el intercambio como una interacción entre esas partes.
Un enfoque estrechamente relacionado es hablar, no de partes distintas de un solo yo, sino de diferentes yoes en la misma persona, como un yo emocional, un yo intelectual o un yo físico.Desde esos puntos de vista, la comunicación intrapersonal se entiende, en analogía con la comunicación interpersonal, como un intercambio entre diferentes partes o seres. En cualquier caso, las relaciones intrapersonales juegan un papel central. Se refieren a cómo una persona se relaciona consigo misma, por ejemplo, cómo se ve a sí misma y quién desea ser.
Las relaciones intrapersonales no son directamente observables. Más bien, hay que inferirlas basándose en otros cambios que se puedan percibir. Por ejemplo, se pueden sacar conclusiones sobre la autoestima de una persona basándose en si responde a un cumplido presumiendo o minimizándolo.

## Relación con la comunicación interpersonal
La comunicación intrapersonal contrasta con la comunicación interpersonal, en la que el emisor y el receptor son personas distintas, como cuando hablamos con un amigo por teléfono. En la comunicación intrapersonal, una misma persona desempeña ambos roles. A pesar de esta diferencia, ambas están estrechamente relacionadas y se influyen mutuamente de diversas maneras. Por ejemplo, la retroalimentación positiva y negativa que una persona recibe de otras moldea su autoconcepto o cómo se ve a sí misma. Esto, a su vez, condiciona la forma en que esta persona se comunica consigo misma en forma de soliloquio positivo o negativo. Pero lo inverso también es cierto: la forma en que una persona se comunica consigo misma afecta la forma en que interactúa con otras personas.
Cuando una persona habla con otros individuos, generalmente se produce en ella alguna forma de comunicación intrapersonal para interpretar lo que dicen y determinar lo que quiere comunicarles. Por ejemplo, si la comunicación intrapersonal de una persona se caracteriza por la autocrítica, esto puede dificultarle aceptar elogios de otras personas. En un nivel más básico, puede afectar a cómo interpreta los mensajes de otras personas. Por ejemplo, una persona demasiado autocrítica puede interpretar un cumplido sincero como una forma de sarcasmo.
Sin embargo, el diálogo interior también puede interferir con la capacidad de escuchar. Por ejemplo, cuando una persona tiene después una reunión importante, sus pensamientos pueden estar dando vueltas en torno a ese tema, lo que la hace menos receptiva a las interacciones en el presente.
En otros casos, el oyente está muy interesado en dar una respuesta. Esto puede centrar su atención en su diálogo interior para formular esta respuesta. Como resultado, puede perderse aspectos importantes de lo que está diciendo el hablante. Por otro lado, un diálogo interior eficaz tiende a hacer que las personas se comuniquen mejor. Una forma de mejorar la comunicación interpersonal es tomar conciencia de este diálogo interior y equilibrarlo con la necesidad de escuchar.
Otro debate en la literatura académica trata sobre la cuestión de si la comunicación intrapersonal es, en algún sentido, más básica que la interpersonal. Esto se basa en la idea de que alguna forma de comunicación intrapersonal es necesaria y acompaña a la interpersonal. Por ejemplo, cuando una persona recibe un mensaje de un amigo invitándola a su restaurante favorito, a menudo se producen diversas reacciones internas a este mensaje antes de enviar una respuesta. Estas reacciones incluyen vistas y olores, recuerdos de visitas anteriores, comprobar si esto interferiría con otros planes y diseñar una ruta para llegar al restaurante. Estas reacciones son formas de comunicación intrapersonal. Otros ejemplos incluyen el diálogo interior en un intento de evaluar las posiciones expresadas por el hablante para evaluar si uno está de acuerdo o en desacuerdo con ellas. Pero la comunicación intrapersonal también puede ocurrir por sí sola, sin que intervenga otra parte.
Por estas razones, algunos teóricos, como James Honeycutt y Sheila Steinberg, han afirmado que la comunicación intrapersonal es la base de todas las demás formas de comunicación. Afirmaciones similares son que la comunicación intrapersonal es omnipresente y que es un requisito de la comunicación interpersonal. Sin embargo, la afirmación de la primacía de la comunicación intrapersonal no es generalmente aceptada y muchos teóricos sostienen que la interacción social es más básica. A menudo ven el habla interna como una versión internalizada o derivada del habla social. Algunos teóricos, como Linda Costigan Lederman, conceptualizan el diálogo interior en analogía con la interacción social como un intercambio entre diferentes partes del yo.
Una cuestión estrechamente relacionada se refiere a las cuestiones de cómo interactúan la comunicación interpersonal e intrapersonal en el desarrollo de los niños. Según Jean Piaget, por ejemplo, la comunicación intrapersonal se desarrolla primero y se manifiesta como una forma de habla egocéntrica. Esto sucede durante las actividades de juego y puede ayudar al niño a aprender a controlar sus actividades y planificar con anticipación. Piaget sostiene que, en esta etapa temprana, los niños aún no son seres plenamente sociales y están más preocupados por desarrollar su individualidad. Desde este punto de vista, el habla interpersonal solo surge más tarde en el desarrollo de la persona.
Esta visión es rechazada por Lev Vygotsky, quien sostiene que la comunicación intrapersonal solo ocurre como una internalización de la comunicación interpersonal. Según él, los niños aprenden las herramientas del diálogo interior cuando sus padres les hablan para regular su comportamiento, por ejemplo, a través de sugerencias, advertencias u órdenes. La comunicación intrapersonal puede entonces entenderse como un intento del niño de regular su comportamiento a través de medios similares.

## Investigación y críticas
La comunicación intrapersonal no ha sido investigada tan exhaustivamente como otros tipos de comunicación. Una razón es que hay problemas adicionales sobre cómo estudiarla y conceptualizarla. No es tan fácil de observar como la comunicación interpersonal. esto se debe a que en la mayoría de los casos ocurre internamente sin producir manifestaciones externas observables. Como no es directamente observable, debe ser inferida basándose en características que sí lo sean. Por ejemplo, si se ve que una persona viste bien y cuida de su salud, se puede inferir que ciertas relaciones intrapersonales son responsables de este comportamiento. Una inferencia similar puede extraerse con la respuesta de la persona a un cumplidoː si se enorgullece o lo minimiza.
Un planteamiento más avanzado es emplear cuestionarios para estudiar la comunicación intrapersonal. Algunos de los que se han desarrollado son, por sus nombres propios originales en inglés, Self-Talk Scale (escala de soliloquio), Varieties of Inner Speech Questionnaire (cuestionario de variantes de discurso interior) e Internal Dialogical Activity Scale (escala de actividad de diálogo interior). Entre otras cosas intentan medir los tipos de comunicación intrapersonal que realiza un individuo, y con qué frecuencia. Los niños pequeños cuentan que usan menos el discurso interior y más el pensamiento visual. Los niños mayores y los adultos utilizan más el discurso interior. Pero no se sabe si esto se debe a que los niños pequeños carecen de discurso interior o a una introspección insuficientemente desarrollada. Un método desarrollado por Russell Hurlburt para estudiar la comunicación intrapersonal durante la actividad normal de la persona (diferente de la que se produce al rellenar cuestionarios en un laboratorio de psicología) es que los participantes lleven un [ [buscapersonas] ] y cuando, a intervalos aleatorios, suene una alarma, describan su experiencia interna (en qué están pensando).
Algunas críticas se refieren al propio concepto de comunicación intrapersonal. Se acepta habitualmente como un tipo distinto de comunicación. Sin embargo, algunos teóricos rechazan que realmente sea una forma de comunicación. Lo ven como un fenómeno diferente meramente relacionado. Un prominente defensor de esta postura es Cunningham. Sostiene que muchas experiencias internas etiquetadas como "comunicación intrapersonal" forman parte de procesos comunicativos. Pero niega que sean en sí mismas ejemplos de comunicación. Cree que corresponden a episodios cognitivos, perceptuales o motivacionales que habitualmente se tildan de "comunicación intrapersonal". Ve tales clasificaciones como una «extensión acrítica de la terminología y metáforas de la comunicación a los hechos de nuestra vida interior». Esto se asocia fuertemente al problema de que la expresión This is closely connected to the problem that the expression "comunicación intrapersonal" se usa a menudo en un sentido muy amplio y ambiguo. No obstante, otros teóricos plantean objeciones a la visión de Cunningham. Un argumento es que los estudios sobre la comunicación son una disciplina multiparadigmáticaː no ha establecido definiciones a la vez precisas y generalmente aceptadas para todos los términos que utiliza. Por tanto, la falta de precisión no significa que el concepto sea inútil.
Un problema adicional en la definición de comunicación intrapersonal es que existen numerosos procesos dentro del cuerpo humano que intercambian "mensajes". Si se aplicara este enfoque tan amplio, hasta procesos como la respiración podrían tildarse de "comunicación intrapersonal". Por ello el término se emplea en un sentido más restrictivo. Frank J. Macke aborda este problema argumentando que la comunicación intrapersonal tiene que ver con el significado y que está involucrada alguna forma de experiencia comunicativa. Según este planteamiento, el intercambio mecánico de mensajes no es fuficiente para la comunicación.